# سیاه‌قلب (کمیک)
سیاه‌قلب (به انگلیسی: Blackheart) یک شخصیت تخیلی و ابرتبه‌کارانه شیطانی در کتاب‌های کامیک می‌باشد. این کاراکتر به دست ان نوسنتی و جان رومیتا، پسر خلق شده و در بی‌باک شماره ۲۷۰ام (سپتامبر ۱۹۸۹) معرفی شد.
وی همچنین عضو گروه‌های خلافکارانه‌ای چون باشگاه آتش جهنم است.
جدا از کتاب‌های کامیک، شرکت مارول از سیاه‌قلب در دیگر کالاهای خود از جمله پوشاک، اسباب‌بازی، ورق بازی، انیمیشن‌های تلویزیونی و بازی‌های رایانه‌ای استفاده کرده‌است.
وس بنتلی نقش این شخصیت را در فیلم سینمایی روح سوار (سال ۲۰۰۷) بازی کرده‌است.